# Percy-Nevillefejden
Percy-Nevillefejden var en række af træfninger, overfald og hærværk mellem to fremtrædende nordengelske familier, Huset Percy og Huset Neville, og deres følgere, der var med til at fremprovokere Rosekrigene. Den oprindelige årsag til den lange strid er uvis, og de første udbrud af vold fandt sted i 1450'erne før Rosekrigenes udbrud. Modstanderne mødte senere flere gange hinanden i kamp under fejden.

## Oprindelse og kontekst
Yorkshires tre Ridings (distrikter) var delt mellem kronen (som hertug af Lancaster ), Percy-familien, Richard, 3. hertug af York og Richard Neville, 5. jarl af Salisbury. Imidlertid ser det ikke ud til at kongen og hertugen af York besøgte Yorkshire meget ofte, hvilket Ralph Griffiths mener at betyde, at enhver spænding udelukkende lå mellem Percy og Neville familierne. Faktisk skriver han, da byen York selv var den vigtigste, hovedstaden i nord, var den "et fokus for deres rivalisering". Det er ikke, skriver han, en tilfældighed, at "de to faktiske slag mellem Percy og Neville familierne i 1453 og 1454 blev udkæmpet tæt på byens mure." Han mener også, at Percy-familiens fæstere kan have været lige så meget anti-Neville som deres herrer, idet deres ejendomme stødte op til hinanden, kunne dette have tilskyndet til rivalisering og forstærket fjendskabet.  Som professor Pollard har påpeget, bibeholdt Salisbury nogle af sine riddere fra 'dybt inde i Percy-land, især i det sydlige Northumberland.
Griffiths har antydet, at forholdet mellem Percy og Neville familierne i midten af det femtende århundrede var blevet "forgiftet af jalousi og vrede". Yderligere har han påpeget, at Salisbury sandsynligvis ikke forventede, og ikke modtog, hjælp fra Raby-grenen af hans familie (der nedstammede fra hans fars første hustru, Margaret Stafford), som han tillægger den tidligere fejde mellem de to grene af familien over delingen af jarlen af Westmorlands testamente. Robin Storey har også påpeget, hvordan det ser ud til at Northumberland nød mindre kongelig gunst end Salisbury. Han påpeger imidlertid, at da striden brød ud, var det jarlens sønner, ikke stormændene selv, der antændte den.
Det er også blevet stillet spørgsmålstegn ved om, i hvilken grad de to jarler hjalp og opmuntrede fejden bag kulisserne. Griffiths har for eksempel skrevet, at Thomas og John var Salisburys direkte repræsentanter i den.

## Umiddelbare årsager til fejde
Forskellige umiddelbare årsager er blevet tilskrevet til at have forårsaget udbruddet af vold i 1454. Professor Griffiths har foreslået, at Lord Cromwells herregård i Wressle, Yorkshire, blev overtaget af Percy-familien efter at Cromwell og Neville familierne var blevet knyttet gennem ægteskab i 1453 (se nedenfor), og at Cromwell betragtede Neviller-familien som en allieret mod Percy-familien. . Ligeledes kan Warwicks fejde med Somerset i det sydlige Glamorgan have drevet ham ind til at indgå i en alliance med hertugen af York mod ham. Griffiths forslår også, at den vigtigste, enkeltstående begivenhed, der forårsagede fejdens udbrud, var brylluppet mellem Salisburys anden søn, Thomas Neville, med Maud Stanhope, enke efter Robert, Lord Willoughby.  Ikke blot, skriver Griffiths, var enhver yderligere udvidelse af Salisburys familie en pestilens for Percy-familien, men den nye Cromwell-forbindelse gav Nevilles adgang til de forhenværende Percy herregårde Wressle og Burwell, hvoraf to tredjedele af hver i februar 1438 var blev tildelt Cromwell på livstid sammen en arveret til resten. Denne tildeling blev derefter to år senere konverteret til et enkelt len, hvilket yderligere mindskede sandsynligheden for, at Percy-familien kunne genvinde det. Griffiths har beregnet Burwell til at have været en indkomst på ca. 38£ 10s 6d værd om året i 1456. Disse herregårde blev fortabt i 1403 af den 1. jarl af Northumberland efter Percy-oprørets fiasko mod Henrik 4., og Cromwells kontrol over dem i et enkelt len betød, at det var muligt for ham til at give dem til hvem han havde lyst.

## Træfning på Heworth Moor
Denne, den første egentlige konfrontation (og "den mest alvorlige hændelse endnu") mellem de to familier som svar på brylluppet mellem Thomas Neville og Maud, et ægteskab, som Griffiths har skrevet, må have været "anstødeligt' for Percy-familien og særligt Thomas Percy, 1. baron Egremont. Dette sammenstød, den 24. august 1453, er blevet beskrevet som at have haft til hensigt at tilintetgøre hele Neville-fraktionen på dens vej til Neville-højborgen på Sheriff Hutton Castle. Det er, skriver Griffiths, "uklart", om jarlen af Northumberland var meddelagtig i Egremonts planer. Da kun fem medlemmer af bryllupsselskabet nogensinde er blevet nævnt med navn til at have været til stede af samtidige krønikeskrivere, er det umuligt at vurdere deres kampstyrke. Griffiths mener, at "deres følge må have været imponerende".  Det er blevet antydet, at jarlen af Salisbury personligt var mål for et angreb af en Sir William Buckton, på grund af det faktum, at ved de senere tiltaler blev hans navn individuelt nedskrevet som værende contra Sarum in campo ("mod jarlen af Salisbury på marken").
Udsigten til, at Percy-familiens herregårde skulle tilfalde Neville-familien, var for meget for Lord Egremont, der tilbragte dage med vidt og bredt at rekruttere i York og angribe i Neville-familien i et baghold på deres vej hjem til Sheriff Hutton. Han havde uden tvivl til hensigt at dræbe Neville-familien, men hele familien var der med deres eget følge, så de havde sandsynligvis en større styrke, end Egremont havde forventet (som jarler, havde Salisbury og Warwick ret til at have mindst hundrede soldater hver i deres følge).
Stadigvæk var Percy-styrken næsten helt sikkert flere i antal (selvom 710 navne er bevaret, udgjorde de sandsynligvis over et tusind). Gensidig frygt for at udkæmpe et åbent slag betød, at der var lidt eller ingen blodsudgydelse, og at Neville-familien var i stand til hurtigt at trække sig tilbage til deres fæstning i Sheriff Hutton. Der er en alternativ anskuelse. Beviset for denne findes på juridiske ruller og ingen andre steder. Da ikke en eneste sjæl blev registreret som værende kommet til skade i træfningen, er det muligt, at Neville-familien brugte denne tilskyndelse til vold som et påskud, et tidligt eksempel på en juridisk fiktion, til at føre sagen ved de kongelige domstole og løse den juridiske sag og og derved angive, hvis land denne træfning fandt sted på. Denne anskuelse er blevet foreslået efter at have studeret Kings Bench-listerne (nu ikke tilgængelige for offentligheden), hvor der et antal træfninger som denne er optegnet, men de eneste skader eller tilskadekomne er en høne og lejlighedsvis en hund.

## Hændelser og kronologi
20. oktober 1453: Lederne for både Neville-familiens og Percy-familiens styrker, Thomas og John Neville for førstnævnte, Egremont og Sir Richard Percy for sidstnævnte, trak sig tilbage til deres borge, henholdsvis Topcliffe og Sand Hutton i North Riding. Meget sigende var de for første gang ledsaget af deres fædre og ældre brødre: Salisbury og Richard, jarl af Warwick ledsagede John og Thomas, mens Percy-brødrene var sammen med Northumberland og deres ældre bror Henry, Lord Poynings. Imidlertid synes resultatet af denne næsten konfrontation ikke at være blevet nedskrevet, skriver Griffiths.
Griffiths mener, at konflikten blev intensiveret efter Julen i 1453 sammenlignet med de første par måneder.
6. maj 1454: Der blev brudt ind i Salisburys hus i York, og hans fæstere blev angrebet. De, der deltog i dette angreb, havde for de flestes tilfælde været sammen med Egremont i Heworth. Disse mænd var også ansvarlige for plyndringen af hertugen af Yorks hus i Skipwith en uge senere.

## Kronens indgriben
Den 12. juli 1453 annoncerede kongen og hans råd en kommission, som blev ledet af jarlerne af Salisbury og Northumberland personligt. Dette blev dog ændret to uger senere. Griffiths har spekuleret i, at dette sandsynligvis var fordi kommissionen ikke kun var stor nok til at håndtere et så alvorligt sammenbrud i lov og orden, men også fordi kommissærerne selv "ikke ikke særligt effektive". En anden svaghed ved denne kommission, mener han, er det faktum, at den bestod af en række medlemmer af Neville-familiens følge. Således fremstår der en klart partisk sammensætning, der ville have været åbenlyst for Percy-familien, og yderligere reduceret deres tro på kronens evne - eller ønske - om at opnå en retfærdig løsning.
Den 27. juli, skriver Griffiths, var situationen i nord blevet forværret så dårligt, at kronen effektivt ophævede sin autoritet i regionen ved at skrive direkte til de to jarler, lægge ansvaret for at afslutte tvisten på deres skuldre og instruere dem til at holde deres sønner i ro. Det var også på dette tidspunkt, at kommission af den 12. juli blev gendannet, denne gang uden jarlernes tilstedeværelse og med et meget større antal advokater, alt i alt 328 medlemmer. Den gendannede kommission var sammensat af Sir William Lucy af Northamptonshire, Peter Arden, John Portyngton og Robert Danby, de sidstnævnte tre var advokater og den sidste en ikke-involveret ridder. Kommissionen udvidede også geografisk til at dække Northumberland, Cumberland, Westmorland og "Yorkshire generelt" i modsætning til den snævre opgave af blot York og omegn som i den første. Griffiths påpeger det faktum, at den faktisk dømte mod mindst fire af John Nevilles "hovedmedskyldige" - Sir John Conyers, Sir James Pickering, Sir Randolph og Sir Thomas Mountford.  Kronen fortsatte med at skrive til de involverede parter. Den 8. oktober 1453 skrev rådet til jarlen af Westmorland og lykønskede ham med ikke at have hjulpet Middleham-grenen. Den skrev også igen til Salisbury og Northumberland 'mere i sorg end i vrede', som Griffiths har formuleret det, og formanede dem til at huske deres stillinger som fredsdommere og også som medlemmer af kongens råd. På samme tid krævede parlamentet, at adelen skulle løse deres problemer fredeligt snarere end med magt. Kongens breve "konkluderede træt", at de begge fortsatte med at rejse væbnede styrker på trods af appellerne fra kongen og parlamentet. Lignende breve med stærkere ordsprog blev sendt til deres involverede yngre sønner og advarede dem om, at de til sidst kunne lide tabet af deres ejendomme. Griffiths mener, at kronen var indskrænket i sine forsøg på at slå ned lovbruddet, fordi kongen nu var blevet ude af stand til at regere, og at rådet, der regerede i hans sted, ikke havde råd til at fremmedgøre stormændene, der var deres ligemænd, da deres støtte muligvis ville være nødvendig i regeringen.

## Åben krigsførelse
Som gengældelse plyndrede Sir John Neville den fraværende jarl af Northumberlands hus i Catton i Yorkshire, og efterlod det næsten som en ruin. Den næste dag angreb Richard Percy et hus på Neville-familiens ejendom.
Faren for borgerkrig blev intensiveret, da begge sider begyndte at hidkalde medlemmerne af deres følge til højborge i nord. Den 20. oktober havde Percy-klanen samlet 10.000 mand i Topcliffe. Blot syv km væk stod Neville-familiens styrke i Sheriff Hutton. Efter flere trusler fra kongen gik begge sider med til en våbenhvile og sendte deres mænd hjem. Imidlertid skrev en krønikeskriver, "Der var ingen forsoning, dommens dag var blot blevet udsat." 
På trods af disse forholdsregler er det sandsynligt, at et par hundrede mænd stødte sammen ved Stamford Bridge den 31. oktober eller 1. november 1454, hvilket resulterede i hundredvis af døde og flere sårede. Lord Egremont blev derefter taget til fange og fængslet af John Neville.

## Yorks protektorat
Michael Hicks har beskrevet rødderne til Neville-familiens alliance med Richard, hertug af York, i 1453 som værende baseret på at de delte "fælles fjender" (for eksempel kongens premierminister, Edmund Beaufort, 1. hertug af Somerset) og at denne forbindelse var betydelig nok til at udgøre "en koalition af national betydning". Griffiths bemærker, at parlamentet i 1453 ikke opnåede nogen aftale i nord, og at York efter kongens mentale sammenbrud blev gjort til protektor og Salisbury kansler. Griffiths mener, at dette gav Salisbury en mulighed for at få hævn, og jarlen den tog. Salisbury var nu i en officiel position til at kunne skrive til Egremont og hans far med meget større truende ordvalg end rådet havde forsøgt det foregående år. Northumberland blev beordret til at møde foran rådet den 12. juni 1454, og hans sønner den 2. juni.
Under Yorks protektorat blev Somerset fængslet, og Percy-familien led voldsomt under Neville-familiens kontrol. Da kongen kom sig efter sin sygdom, blev York frataget magten, og Somerset blev løsladt og var hurtig til at alliere sig med Percy-familien.
Seks måneder senere mødte Henrik 6., Somerset og Percy-familien( Lancaster-fraktionen) hertugen af York og Neville-familien (York-fraktionen) i Det 1. slag ved St Albans, hvor hertugen af Somerset og jarlen af Northumberland blev dræbt.

## Slaget ved Stamford Bridge
Stamford Bridge, en af jarlen af Salisburys herregårde, lå på den gamle romervej øst for York. Den 31. oktober 1454 (eller ifølge nogle beretninger 1. eller 2. november) blev Egremont, og kort tid efter, Richard Percy taget til fange af Sir Thomas Neville. Griffiths beretning beskriver, at der var hundredvis af dræbte og mange såret. Det er sandsynligt, at Neville-sejren blev muliggjort af den (for Percy-brødrene) forræderiske flugt af Peter Lound, foged for deres herregård Pocklington, som lå cirka 5 km syd for Stamford Bridge. De to Percy-brødre blev ført til Middleham Castle og derefter overført til hertugen af Yorks varetægt.

## Eftervirkning og konsekvenser
Efter deres nederlag ved Stamford Bridge blev brødrene Percy stillet foran en anklage for en retskommission i York. Denne kommission idømte dem en enorm bøde. 8.000 mark skulle betales til Salisbury, og derudover bøder betalt til hans grevinde og sønner, til i alt 16.800 mark. Griffiths beskriver dette som Salisburys 'afregning' af al den skade, der havde ramt hans godser i løbet af fejden. Griffiths har sammenfattet de finansielle forpligtelser, der var beregnet til at holde freden. Salisbury indgik en forpligtelse med kongen på 12.000 mark på vegne af hans sønner Thomas og John (for at være de vigtigste medskyldige i Neville-familien). Omvendt forpligtede Northumberland og hans mor sig til det samme beløb 'for alle lovovertrædelser' mod York og Neville-familien. Salisbury indvilligede også i, at Lord Egremont skulle frigives fra den 16.800 mark forpligtelse, han var blevet straffet med i november 1454, og ville også afstå fra enhver afstraffelse mod Newgate sheriffer, der havde været ansvarlige for Egremonts flugt. Egremont selv var derefter forpligtet til et beløb på 4.000 mark. Dette skulle betales til Salisbury, hvis han brød freden mod jarlen og hans familie i de næste ti år. Som Griffiths skrev, var det meningen med disse forpligtelser, at "vaske tavlen rent".